# Cerfontaine (Belgio)
Cerfontaine (in vallone Cerfontinne) è un comune belga di 4 579 abitanti situato nella provincia vallona di Namur.